# Millville (Californie)
Pour les articles homonymes, voir Millville.
Millville est une census-designated place du comté de Shasta, dans l'État de Californie, aux États-Unis,. En 2020, elle compte une population de 724 habitants.